# Опиок, Наталья Николаевна
Наталья Николаевна Опиок (род. 22 июня 1969, Гродно) — российский скульптор, член-корреспондент РАХ (2021).

## Биография
В 1988 году окончила отделение скульптуры Минского художественного училища имени А. К. Глебова, получив похвалу государственной экзаменационной комиссии.
В 1994 году окончила Московский государственный художественный институт имени В. И. Сурикова, мастерская скульптуры профессора, народного художника СССР, действительного члена РАХ О. К. Комова, получив похвалу государственной экзаменационной комиссии (дипломная работа «Святая Евфросиния Полоцкая» установлена в воскресной школе Храма в честь всех Святых, г. Минск, Беларусь).
С 1994 по 1997 годы — аспирант-стажер Творческой мастерской скульптуры РАХ, народного художника СССР, действительного члена Российской академии художеств В. Е. Цигаля.
С 1994 года — член Союза художников Беларуси, с 1995 года — Творческого Союза художников России, с 1999 года — Московского Союза Художников, с 2016 года — Союза художников России.
В 2011 году — избрана академиком Российской академии естественных наук по отделению «Развитие г. Москвы и Московской области».
В 2014 году — избрана почётным членом, а в 2021 году — членом-корреспондентом Российской академии художеств от Отделения скульптуры.

### Семья
Отец — художник Н. А. Опиок (род. 1935), мать — актриса театра Т. И. Николаева-Опиок (род. 1943).

## Творческая деятельность
Основные произведения
- Образ Святой Царицы Александры для тондо восточного фасада Храма Христа Спасителя (1997, искусственный камень, Москва);
- скульптуры «Голгофа» и «Страж» для зала ученого совета РАГС при президенте РФ (1999, бронза);
- архитектурно-скульптурный комплекс «Святой Источник», включающий в себя Поклонный Крест, фонтан, серию рельефов с изображениями основных храмов и ликами Святых 10 Белорусских епархий (2003, бронза, г. Минск, Беларусь);
- серия иконографических рельефов для фасадов Храма в честь Покрова Пресвятой Богородицы (2001, гальванопластика, с. Недельное, Калужская область, Россия);
- скульптурно-архитектурный ансамбль «Скамья Примирения», включающий скульптуру «Фемида» и малые архитектурные формы, для вестибюля здания Московского городского суда (2004, мрамор, г. Москва);
- серия рельефов по русской культуре для интерьера Зимнего сада Московского городского суда (2005, искусственный камень, г. Москва);
- скульптура «Лебедята» для прилегающей зоны парка ДК «Зодчие» (2006, бронза, ЮЗАО, г. Москва);
- скульптура «Анечка» для вестибюля музыкальной школы (2007, гипс, ЮЗАО, г. Москво);
- Фонтан «Гласность», с фигурой Ангела звонящего в колокол, для оформления территории Московского городского суда (2021, бронза, г. Москва);
- установлен скульптурный проект «Прения» (2014, бронза, гранит, территория Мосгорсуда, г. Москва);
- скульптура «Двое» для выставки скульптуры во дворике Дома Архитекторов (2014, бронза, г. Москва);
- установлен скульптурный проект «В честь Иверской иконы Божьей Матери» (2015, бронза, территория Храма Иверской иконы Божьей Матери, г. Москва);
- скульптура Знамя Победы (керамика) для выставки «Знамена войны» ВЗ «Царская башня» (2015, РЖД, г. Москва);
- скульптура «Цветы для прадедушки» (2015, гипс.тон для выставки к 70-летию Великой Победы СХ России, ЦДХ, г. Москва);
- скульптура «Голгофа» (2016, стала частью экспозиции Музея Великой Отечественной войны, г. Минск, Беларусь);
- рельеф «Фемида с латинскими изречениями» (2018, бронза, для вестибюля нового здания Тверского и Мещанского судов на Каланчевке, гор. Москва);
- скульптура «Не скажу где телефон» (2019, керамика, для выставки СХ России «Россия-13», ЦДХ, г. Москва);
- установлен памятник Святой Равноапостольной великой Княгине Ольге (2019, СВАО Останкино, г. Москва);
- установлен памятник и мемориальный скульптурно-архитектурный комплекс в честь легенды футбольного клуба «Спартака» Ф. Ф. Черенкова (2020, ЗАО, г. Москва).

Скульптурные произведения, выполненные в жанре портрета, интерьерной малой пластике, находятся в частных коллекциях Беларуси, России и за рубежем.
С 2012 года — куратор, организатор и участник художественных выставок Творческих мастерских скульптуры Российской Академии художеств.

## Награды
- Серебряная медаль ВДНХ СССР (ВВЦ РФ) (1989) — за скульптуру «Переход», алюминий
- дипломант Российской Академии художеств. За дипломную работу «Пр. Евфросиния Полоцкая» (1996)
- Диплом СХ России (2001) — за скульптуру «Жертвоприношение»